# Antonio de Ávila
Dr. Antonio de Ávila, (14 de enero de 1754, Villa de Oropesa, Virreinato del Perú – 19 de febrero de 1813, Cochabamba, Virreinato del Río de La Plata) fue un abogado, hacendado y patriota del Alto Perú que participó como vocal de la Junta tuitiva de La Paz del 1809, considerado el primer grito libertario de Bolivia.   

## Biografía
Antonio Ávila era criollo de la Villa de Oropesa, actual Cochabamba. Estudió en la Universidad Mayor Real y Pontifica de San Francisco Xavier de Chuquisaca obteniendo el título primero de Licenciado de leyes y luego Doctor. Ávila se casa en 1781 con la potosina Felicidad Pérez Dorado y Cantero, heredera de una grande fortuna minera. Gracias a la fortuna de la esposa consigue el nombramiento de abogado de la Real Audiencia de Charcas y es elegido alcalde de la Santa Hermandad de La Plata. En 1789 compra la hacienda de Chaqui-huaniphaya, en la doctrina de Siccha, partido de Yamparáez. Sin embargo, hacia 1805 se ve obligado a abandonar La Plata y trasladarse a Puno, donde al parecer entra en conflicto con las autoridades y es expulsado.

## Susesos de La Paz en 1809
Ávila se vincula tempranamente con los círculos liberales de la universidad de San Xavier de Chuquisaca, presuntamente bajo influencia de sus parientes políticos los Moscoso, quienes juegan un papel destacado en los sucesos que culminan con la revolución de La Paz en 1809. Como muchos otros señores criollos en la administración colonial, se sentía oprimido por un sistema que no le permitía acceso a los más altos cargos, que eran reservados para españoles peninsulares.
Participó en los cabildos de La Paz tras la revolución del 16 de julio en 1809, y el 31 de julio fue agregado como vocal suplente por Cochabamba en la "Junta Tuitiva de los Derechos del Rey y el Pueblo" del 1809, primera asamblea libertadora de Bolivia. Una vez derrotada la insurgencia fue condenado en 1810 a la pérdida de su título de abogado y prohibido a ejercer su profesión de por vida, además de ser desterrado a doscientas leguas de La Paz. Regresó a su Cochabamba natal donde permaneció hasta su muerte en 1813. Una calle en Cochabamba lleva su nombre.